# 하마다 겐지
하마다 겐지(일본어: 浜田 賢二, 1972년 4월 12일 ~ )는 일본 후쿠오카현 출신의 남자 성우. 소속사는 마우스 프로모션이다.
대표작으로 〈듀얼 마스터즈 시리즈〉(키리후다 쇼리), 〈건그레이브〉(해리 맥도웰(청년시절)), 〈파라다이스 키스〉(고이즈미 죠지), 〈기동전사 건담 00〉(패트릭 콜라사워), 〈테일즈 오브 심포니아 -라타트스크의 기사-〉(리히타 아벤트), 〈염신전대 고온저〉(염신 건퍼드의 목소리) 등이 있다.

## 경력・인물
- 1996년 에자키 프로덕션 부속 양성소 입소. 1998년부터 마우스 프로모션에 소속.
- 주로 청년역에서 중년・노인 역을 연기하는 경우가 많다. 쿨한 주인공부터, 코믹한 캐릭터, 진지한 캐릭터, 헤타레 캐릭터까지 여러 역할을 연기하고 있다. 또한 외화의 더빙도 담당하고 있다.
- 키우치 히데노부와 마찬가지로 매드하우스 제작 애니메이션에 출연하는 경우가 많다.
- 외아들이다.（마우스 프로모션 WEB 라디오『테이스팅 마우스』에서 발언).
- 최근 금연을 시작했다.（07-GHOST Web 라디오 『07-GHOST the world』에서 발언. 2009년 8월).

## 출연작품

### TV 애니메이션
1998년
- 이트맨 98（꼬마, 드 마르크의 시종, 남자）
- 마법의 스테이지 팬시라라（노인들, 니시야마, 경비원）

1999년
- 쾌감 프레이즈（기자、J록 사회자, 사회자）
- 강철천사 쿠루미（과학자）
- THE 빅오（검문관, 벡의 부하）
- GTO（불량배）
- 줄무늬 호랑이 시마지로（로보트（브리키의 호랑이））
- 주간 스토리랜드（대장, 경비원, 목공, 동료）
- 턴에이 건담（밀리셔 병사）
- 데빌맨 레이디（떠돌이（아기토）, 자위관）
- 듀얼! 파라레룬룬 이야기（현장감독, 니시카 마사키,시바타 참모, 교사, 나레이션, 잠수함 선원）
- 우당탕탕 닥터지（일꾼）
- 구슬동자（メカウケボン）
- 명탐정 코난（니시야마 츠토무）
- 와일드 암즈 ～Twilight Venom～（보안관B 6화）

2000년
- 은장기공 오디안（사관）
- 환상마전 최유기（요괴, 고승, 백발귀신, 아버지）
- 조이드 -ZOIDS-（뮤라）
- 포켓몬스터（발전소 연구원）
- 마이애미 건즈（純色太郎, 형사 로보트 R）
- 명탐정 코난（사원A、감정사 E）

2001년
- 이누야샤（졸병 32화）
- 앙천인간 바토시라（카카시민（카카시더））
- 그래플러 바키（야나세 형사）
- Go Go 다섯 쌍둥이（붕어빵 장수,구조대）
- 코코로 도서관（동료1 1화, 편집B 3화, 이용객 6화）
- 진샤프트（마리오 무지카노바）
- 스타 오션 EX（라）
- 성계의 전기II（형무관A）
- 명탐정 코난（관광객, 남자 E）

2002년
- 아쿠에리안 에이지 Sign for Evolution（아카네의 매니저）
- 바이스 크로이츠 그리엔
- 오네가이 티쳐（아나운서）
- 듀얼 마스터즈（키리후다 쇼리）
- 팔랑팔랑 비행선의 모험（변호사 길버트, 선장, 함장）
- 히트가이 J（브래드）
- 고스트 바둑왕（손님）

2003년
- 건그레이브（해리 맥도웰（청년 시절））
- 그린그린（텐진 타이조）
- 무적코털 보보보（宇治金TOKIO）
- 무인혹성 서바이브（루나의 아버지）

2004년
- 우타∽카타（마사히토）
- 골프천재 탄도（스가와라 쇼지, 오쿠마 싱고, 테리 그레이즈,카사 세이야, 사토, 아나운서, 오너, 경기위원, 요코다의 코치）
- 듀얼 마스터즈（키리후다 쇼리）
- 천상천하（류자키 츠토무）
- 나루토 아부라메 시비（아부라메 겐））
- 머나먼 시공 속에서 -팔엽초-（요도 2,3화）
- 빛과 물의 다프네（트레버）
- 블랙잭（의사 D）
- 망각의 선율（SP）
- 마리아님이 보고계셔（후쿠자와 유이치로）
- 미도리의 나날（불량보스）
- 명탐정 코난（형사）
- 몽키턴（타오 츠토무）
- 몽키턴 V（타오 츠토무）

2005년
- 아가사 크리스티의 명탐정 포와로와 마플（그래독 경부）
- 아이실드21（타카미 이치로, 무나카타 아츠시, 타마하치, 월간 아메리칸 풋볼 편집장）
- 오네가이 마이 멜로디（담당의 사이토）
- 건퍼레이드 오케스트라（참모장）
- 갤러리 페이크（윈스턴, 베이커）
- 강식장갑 가이버（노즈코라）
- 은반 칼레이도스코프（猪戸）
- 절대소년（키시로 아키유키）
- 조이드 제네시스（유로）
- 투하트2（도서위원장）
- 나루토（우치하 후가쿠）
- 허니와 클로버（노미야 타쿠미）
- 파라다이스 키스（코이즈미 죠지（죠지））
- 풀 메탈 패닉! 더 세컨드 레이드（조종병A、골드2）
- 명탐정 코난（형사C、호리타 형사）
- 라무네（타에의 아버지）

2006년
- 키바 -KIBA-（미겔）
- 은색의 오린시스（메이슨）
- 은혼（총장 26화）
- 고스트 헌트（타키가와 노리오）
- 사사미 마법소녀 클럽시리즈 1（이와쿠라 긴지, 교장선생님）
- 사사미 마법소녀 클럽 2（이와쿠라 긴지）
- 슈발리에 〜Le Chevalier D'Eon〜（베르니스, 1~2화）
- 실크로드 소년 유트（챠드）
- 천보이문 아야카시 아야시（아베 마사히로）
- 도쿄 트라이브 2（아고, 우미의 아버지, 아나고）
- NANA（미츠코시 세이치）
- 허니와 클로버 II（노미야 타쿠미）
- 해피 럭키 깜짝맨（가이드 스님）
- 펌프킨 시저스（이안）
- 충사（사와（청년시절） 26화）
- 명탐정 코난（누마타 형사）
- 꿈의 사도（후유무라 미즈키）
- 유성의 록맨（育田道徳）
- 록맨 에그제 비스트（텐구맨 17화）

2007년
- ef - a tale of memories.（쿠제 슈이치, 예고 나레이션 7화）
- 기신대전 기간틱 포뮬러（야나기사와 야시치）
- 기동전사 건담 00（패트릭 콜라사워, 킴 사령（인류혁신연맹 사령), 영국 의원, 관제원 2화, 사령관 11화）
- 은혼（호쿠타이 로사이 77~78화, 81화）
- 클레이모어（검은 옷의 남자, 더프）
- 시구루이（시가라키 이에몬）
- 슈가 바니즈（파란귀 토끼, 베르나르（소피아의 아버지））
- 제로 듀얼 마스터즈（키리후다 쇼리）
- 듀얼 마스터즈 제로（키리후다 쇼리）
- 하야테처럼! (아야사키 슌（하야테 아버지））
- 머나먼 시공 속에서 3 붉은 달（타이라 토모모리）
- 무장연금（네고로 시노부）
- 포테마요（모리야마 고다이）
- 무시우타（오오쿠라 야마토/카부토）

2008년
- RD 잠뇌조사실（유진）
- 울트라 바이올렛:Code044（아담스 6화, 휴릭 9화）
- ef - a tale of melodies.（쿠제 슈이치）
- 카오스;헤드（하타노 잇세이）
- 기동전사 건담 00 세컨드 시리즈（패트릭 콜라사워, 킴 사령（연방 정규군 사령））
- 클라나드（농구부 캡틴 16화）
- 게게게의 기타로 (5기)（츠키오 49화, 히고모 74화）
- 고르고13（형사 17화）
- 시카바네 히메（매니저 4화）
- 슈가 바니즈 쇼콜라!（파란귀 토끼, 베르나르（소피아의 아버지））
- 스킵 비트（사와라 타케노리）
- 체포하겠어 Full Throttle（자전거 도둑 23화（번외편））
- 철완 버디 DECODE（카슈 게제 5화）
- 듀얼 마스터즈 크로스（키리후다 쇼리）
- 나츠메 우인장（스기노 아키후미 8화）
- 20면상의 딸（아케치）
- 노라미미2（미조네 10화）
- 백작과 요정（학자 1화）
- 비밀 〜The Revelation〜（소가 타카하시）
- 망량의 상자（이사몬 잇세이 13화）

2009년
- 푸른 꽃（카가미 마사노리）
- 슬랩업 파티 아라드 전기（아가나조）
- 카난（미노리카와 미노루）
- 구인 사가（타이란）
- 흑신 The Animation（比瑢）
- 게게게의 기타로 (5기)（타나카선배 91화）
- 지옥소녀 3기（아시타니 리사부로（장년） 17화）
- 샹그리라（카오링의 아버지 11화）
- 슈가 바니즈 플뢰르（파란귀 토끼, 베르나르 (소피아의 아버지)）
- 슬레이어즈 EVOLUTION-R（도둑 A 9화）
- 07-GHOST（휴가, 지오 대주교, 전 대주교）
- 타이타니아（前藩王 22화）
- 티어즈 투 티아라（가이우스）
- 철완 버디 DECODE:02（카슈 10화）
- 강철의 연금술사 BROTHERHOOD（바토 펄만）
- 바스쿼시（제임스 론）
- 마리아님이 보고계셔 4시즌（후쿠자와 유이치로 6화）
- 알기 쉬운 현대마법（케일리 호앙）
- 원피스（킬러, 장교 395화）

2010년
- 바쿠만 (마시로 노부히로)
- 크게 휘두르며~여름대회편~ (나카자와 로카)

2011년
- 꽃이피는 첫걸음 (시지마 에니시)
- 성흔의 퀘이사 II (왕 첸)

2012년
- 쿠로코의 농구 (키요시 텟페이)

2019년
- 진격의 거인 Season 3 Part. 2- 톰 크사버

2020년
- 진격의 거인 Final Season- 톰 크사버

### 극장판 애니메이션
- 극장판 기동전사 건담00 -A wakening of the Trailblazer- (패트릭 콜라사워, 킴 중위)
- 극장판 나루토 시리즈

*극장판 나루토 대흥분! 초승달 섬의 동물소동이라니까! (코레가)
*극장판 나루토 질풍전 더 로스트타워 (아부라메 시비)
- 극장판 MAJOR 우정의 일구(위닝쇼트) (고가 테츠야)
- 인랑 JIN-ROH
- 체포하겠어 the MOVIE
- 듀얼 마스터즈 시리즈 (키리후다 쇼리)

*극장판 듀얼 마스터즈 어둠의 성의 마룡황 (카스 오브 더 데스페닉스)
*극장판 듀얼 마스터즈 흑월의 신제 (루나틱 가드 사가)
- 나의 손오공

### 인터넷 애니메이션
- 망년의 잠드 (암, 선원 E)

### 게임
2000
- 천주2(타츠마루)

1999
- 동경마인학원 농기담 （쿠르스 카리야）

2003
- 동경마인학원외법첩 혈풍록 (토르)
- 천주3（타츠마루）
- 풍운 신센구미 （나가쿠라 신바치）

2004
- 구룡요마학원기 （미나카미 코타로）
- 머나먼 시공 속에서 3 (타이라노 토모모리)
- 환상수호전4 (타루)

2005
- 천주 시노비대전 (타츠마루)
- 머나먼 시공 속에서 십육야기 (타이라노 토모모리, 시로가네)

2006
- 풀하우스키스 (센도 아키라)

2008
- 테일즈 오브 리버스 (긴날)